# Claude Catherine de Clermont
Claude Catherine de Clermont (parfois dite « Claudine »), dame de Vivonne et de Dampierre, baronne puis comtesse puis duchesse de Retz, dame de Machecoul, pair de France, dite « la Maréchale de Retz », née en 1543 à Paris, où elle est morte le 18 février 1603, est une aristocrate et intellectuelle française.
Elle fut en son temps une dame de savoir et de sciences, brillante par l'étendue de sa culture. Elle aurait écrit des poésies, aujourd'hui disparues, et a laissé à la postérité un recueil de textes écrits par les gens de lettres qui comptaient parmi ses amis.

## Biographie

### Dame de Retz
Claude-Catherine de Clermont était la fille unique de Claude de Clermont (mort en 1545), baron de Dampierre, et de Jeanne de Vivonne (morte en 1583), dame de Vivonne et première dame d'honneur de la reine de France Louise de Lorraine-Vaudémont .
Elle épousa, à l'âge de 18 ans en 1561, Jean d'Annebault (décédé en 1562), baron de Retz, seigneur de Machecoul, d'Annebault et de La Hunaudaye, gentilhomme de la chambre de Charles IX, capitaine de Conches et d'Évreux, et qui la laissa veuve et sans enfant à 20 ans, à peine deux ans plus tard, lorsqu'il fut tué à la bataille de Dreux en 1562. Catherine de Clermont acquit alors en toute propriété la baronnie de Retz de son défunt mari, « tant par composition de douaire que par donation et remboursement de deniers dotaux ».
Elle se remaria ensuite à l'âge de 22 ans le 4 septembre 1565 avec Albert de Gondi (1522-1602), seigneur du Perron, comte puis marquis de Belle-Île et des Îles d'Hyères, pair de France, Général des Galères de France et maréchal de France, de 20 ans son aîné, et avec qui elle eut 10 enfants. Par son mariage, Albert de Gondi devint ainsi le nouveau seigneur de Retz ; c'est sous sa tutelle que la baronnie de Retz devint duché de Retz en 1581.

### Dame de la cour

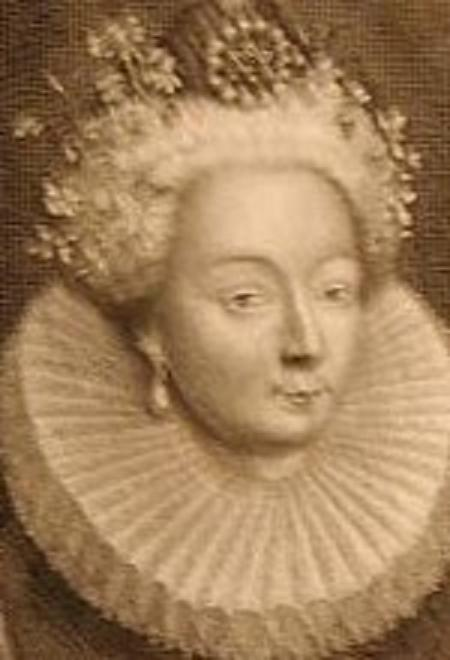
Claude-Catherine de Clermont.

D'une grande beauté et fort courtisée, Catherine de Clermont fut nommée dame d'honneur de la reine Catherine de Médicis, puis de Marguerite de Valois et d'Élisabeth d'Autriche (épouse de Charles IX), et gouvernante des enfants de France. Elle fut mêlée aux intrigues de cour et s'immisça même à plusieurs reprises en politique.

### Dame de savoir
Claude-Catherine de Clermont est célèbre pour avoir été associée à un prétendu « salon vert de Dictynne », salon mondain qu'elle aurait tenu à Paris, face au Louvre, et où se seraient réunis les plus beaux esprits de l'époque, surtout des poètes, mais aussi des peintres, des musiciens, des philosophes et des hommes politiques : on associe traditionnellement à ce cercle Philippe Desportes, Rémy Belleau, Jean Antoine de Baïf, Pierre de Ronsard, Étienne Jodelle, Pontus de Tyard, Amadis Jamyn, Jean de La Gessée, Siméon-Guillaume de La Roque, Antoine de Laval, Flaminio de Birague, Agrippa d'Aubigné, Étienne Pasquier, Scévole de Sainte-Marthe, Jean Bertaut, Nicolas Rapin, l'organiste du roi Guillaume Costeley, etc. Tous ont été évoqués comme les possibles familiers de son salon, lui auraient dédié leurs œuvres et lui auraient adressé leurs vers, dans lesquels ils la chantent même sous les noms de Dictynne ou de Pasithée. En réalité, il n'y a jamais eu de « salon vert de Dictynne » et la maréchale n'a jamais tenu de réunions mondaines et lettrées. 
Catherine de Clermont se fit offrir un recueil de dédicace, composés de plusieurs poèmes que ses amis lui consacrèrent (dont certains circulaient déjà à la cour d'Henri III) : 173 pièces écrites en français pour la plupart, mais aussi en italien et en latin, mêlant tous les genres, depuis le sonnet jusqu'à la « villanelle », en passant par l'élégie, le cartel ou les rimes tierces, textes tous anonymes, à l'exception de vingt-et-un qui ont été identifiés et trois attribués probablement (rédigés par Antoine de Laval, Marguerite de Valois, et Pierre de Brantôme, un autre peut-être par Balthazar de Beaujoyeulx). Probablement compilé par son ami Claude Billard vers 1574, ce recueil a une valeur documentaire sur la vie de cour, sur la situation politique et religieuse de l'époque, et témoigne des goûts poétiques d'alors, marqués par le néo-pétrarquisme.
Elle comptait parmi ses amis des femmes brillantes : Henriette de Nevers, Anne d'Aquaviva d'Aragon d'Atri (fille du duc Gian Francesco d'Atri, femme de Louis d'Adjacet, comte de Châteauvillain et membre de l'Escadron volant de la reine Catherine), Hélène de Donsèque de Surgères, Madeleine de L'Aubépine, sa cousine Madeleine de Bourdeille (sœur de Brantôme), Gilonne de Goyon (fille de Jacques), etc., toutes célébrées sous des surnoms issus de la mythologie.
Catherine de Clermont parlait couramment l'italien, savait parfaitement le latin et le grec, et connaissait plusieurs autres langues étrangères. En 1573, lorsque les ambassadeurs de Pologne vinrent demander le duc d'Anjou, futur Henri III, pour roi, elle leur répondit publiquement en latin pour la reine mère, et son discours l'emporta sur ceux du chancelier René de Birague et du comte Philippe Hurault de Cheverny, qui répondaient pour Charles IX et le duc d'Anjou.
Extrêmement cultivée, Catherine de Clermont acquit ainsi une grande réputation par ses réalisations intellectuelles, qualifiée de « dixième muse » et de « quatrième grâce ». Elle mérita, dit La Croix du Maine, « d'être mise au rang des plus doctes et mieux versées tant en la poésie et art oratoire qu'en philosophie, mathématiques, histoire et autres sciences. » Son savoir étonnant, son immense culture, bien au-delà d'une personne de son sexe pour l'époque, ses connaissances des langues, ses compositions et poésies aujourd'hui perdues, son goût pour les sciences, sa passion pour la musique (elle chantait et jouait du luth) lui valurent une immense admiration, au point qu'elle fut admise aux séances de l'Académie du Palais. Elle fit aussi œuvre de mécène en soutenant la fondation de l'Académie de musique et de poésie de Jean Antoine de Baïf en 1570.
Enfin, Catherine de Clermont joignait également le courage à la science : pendant l'absence de son époux, les ligueurs menacèrent ses terres ; elle assembla des troupes à ses frais, se mit à leur tête, et força les factieux à prendre la fuite.

## Famille et descendance

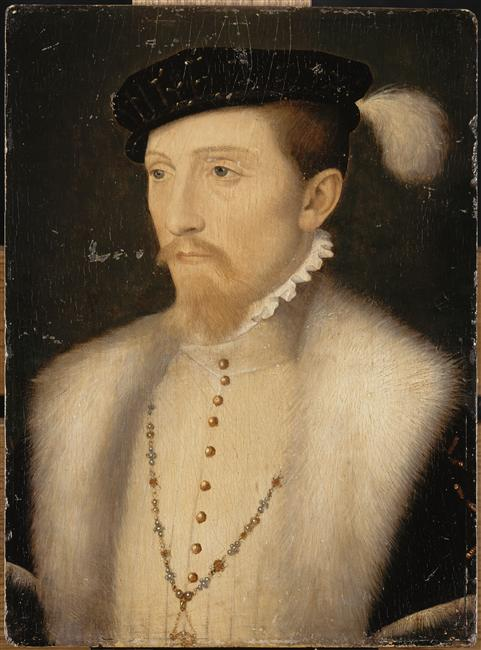
Jean d'Annebault, premier époux de Claude Catherine de Clermont.
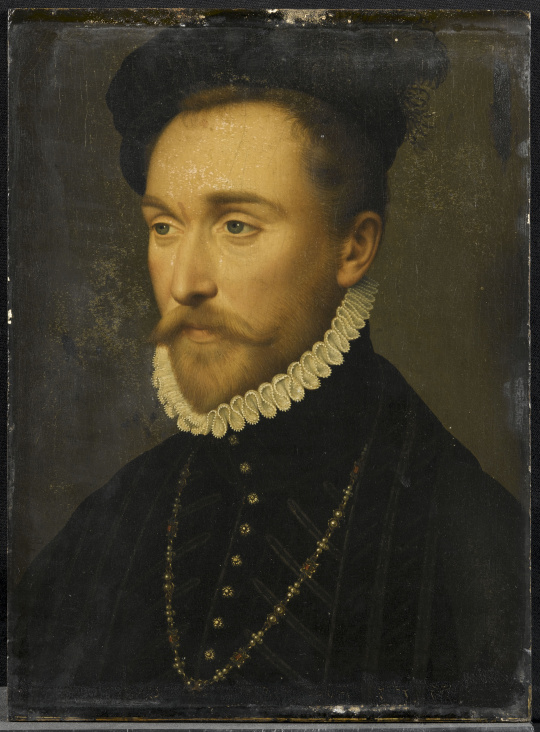
Albert de Gondi, second époux de Claude Catherine de Clermont.

Après avoir épousé en 1561 Jean d'Annebault qui la laissa veuve à 20 ans, Claude-Catherine de Clermont épousa en secondes noces le 4 septembre 1565 l'italien Albert de Gondi, avec qui elle eut 10 enfants et de nombreux descendants (dont les ducs de Retz – descendants de ses fils Charles et Philippe-Emmanuel – et le célèbre Cardinal de Retz, mais aussi, par les femmes, les familles de Neufville-Villeroy, Cossé-Brissac, Blanchefort-Créquy, etc.) :
- Charles de Gondi (1569 - 22 mai 1596 au Mont-Saint-Michel), marquis de Belle-Île, général des Galères de France, qui épousa le 1er mars 1588 à Paris Antoinette d'Orléans-Longueville (1574 - 25 avril 1618 à Poitiers), dame de Château-Gontier, religieuse sous le nom de Sœur Antoinette de Sainte-Scholastique[8], et dont la descendance se termina dans les femmes fin XVIIe ;
- Claude-Marguerite de Gondi (1570 - 26 août 1650), qui épousa le 7 janvier 1588 Florimond de Hallwin (?-1592), marquis de Piennes et de Maignelais ;
- Françoise de Gondi (?-1627), qui épousa Lancelot Grognet de Vassé, seigneur d'Esguilly, Classé, Rouessé et Courmenant ;
- Gabrielle de Gondi, qui épousa le 11 décembre 1594 Claude de Bossut, seigneur d'Escry ;
- Hippolyte de Gondi (?-1646), qui épousa le 18 janvier 1607 Léonor de La Magdelaine, marquis de Ragny ;
- Henri de Gondi (1572 à Paris - 13 août 1622), cardinal de Retz, évêque de Paris ;
- Louise de Gondi (1572-29 août 1661), religieuse ;
- Madeleine de Gondi (?-8 juin 1662), religieuse ;
- Philippe-Emmanuel de Gondi (1581-29 juin 1662), comte de Joigny, marquis de Belle-Île, baron de Montmirel, seigneur de Dampierre et de Villepreux, général des Galères de France, qui épousa le 11 juin 1604 Françoise-Marguerite de Silly (?-1625), dame de Commercy[9], et dont la descendance (dont Jean-François Paul de Gondi, le célèbre Cardinal de Retz) se termina dans les femmes début XVIIIe ;
- Jean-François de Gondi (1584-21 mars 1654 à Paris), cardinal de Retz, premier archevêque de Paris.

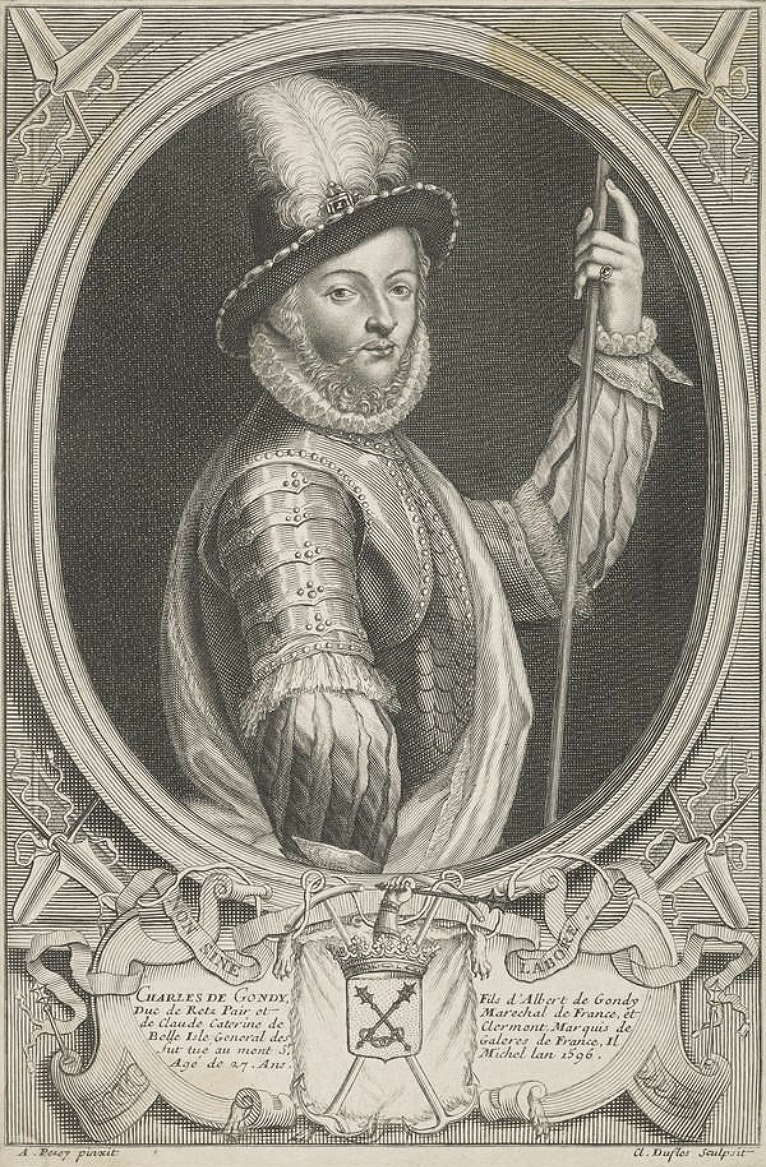
Charles de Gondi, fils de Claude Catherine de Clermont.
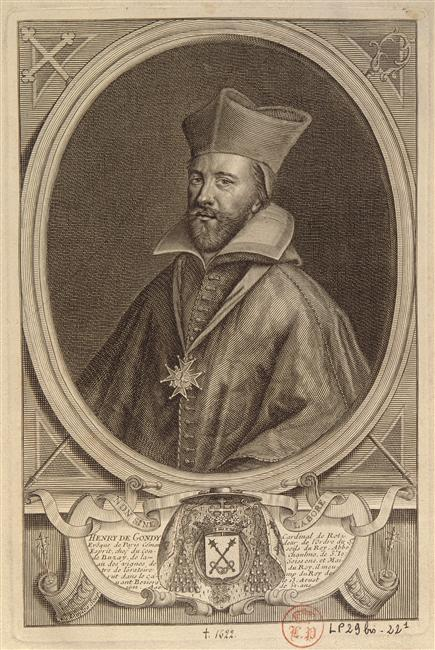
Henri de Gondi, fils de Claude Catherine de Clermont.
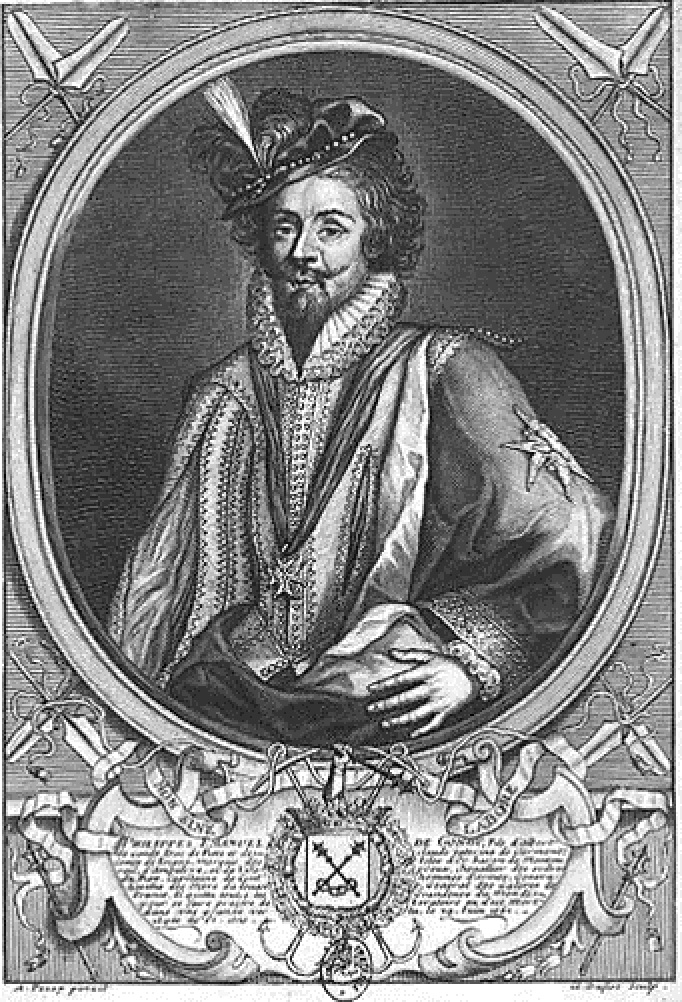
Philippe-Emmanuel de Gondi, fils de Claude Catherine de Clermont.
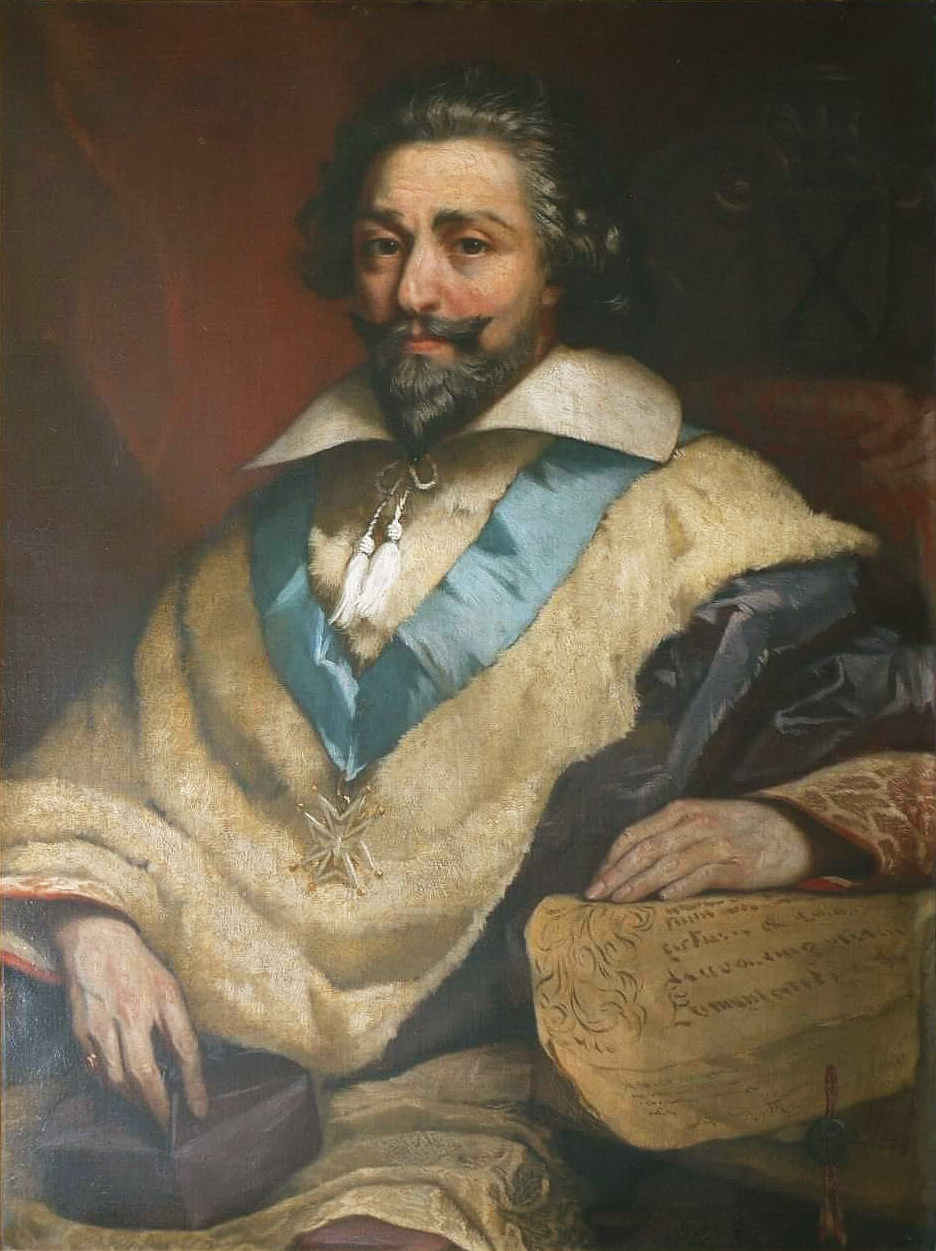
Jean-François de Gondi, fils de Claude Catherine de Clermont.

## Sources
- Ferdinand Hoefer, Nouvelle Biographie générale, t. 10, Paris, Didot, 1854, p. 842.
- Roland Guillot, Bulletin de l'Association d'étude sur l'humanisme, la réforme et la renaissance, 2005, vol. 60, no 1, p. 104-105.

### Sources imprimées
- Catherine de Clermont, maréchale de Retz, Album de poésies (Manuscrit français 24255 de la BNF), Colette H. Winn et François Rouget (éd.), Paris, Honoré Champion, collection « Textes de la Renaissance » (série « Éducation des femmes », dirigée par Colette H. Winn), 2004, 288 p.

### Travaux historiques
- Emmanuel Buron, « Le mythe du salon de la maréchale de Retz. Éléments pour une sociologie de la littérature à la cour des derniers Valois », dans Isabelle de Conihout, Jean-François Maillard et Guy Poirier (dir.), Henri III mécène des arts, des sciences et des lettres, Paris, Presses de l'Université Paris-Sorbonne (PUPS), 2006, p. 306-315.
- (en) Julie D. Campbell, « Claude-Catherine de Clermont: A Taste-Maker in the Continuum of Salon Society », dans Merry Wiesner-Hanks, Challenging Women's Agency and Activism in Early Modernity,, Amsterdam, Amsterdam University Press, 2021 (lire en ligne), p. 253-268.
- (en) Joanna Milstein, The Gondi : Family Strategy and Survival in Early Modern France, Farnham, Ashgate Publishing Limited, 2014, XVI-244 p. (ISBN 978-1409454731 et 1409454738, présentation en ligne), [présentation en ligne], [présentation en ligne], [présentation en ligne], [présentation en ligne], [présentation en ligne].
- Marie Henriette Réchou, Claude Catherine de Clermont, maréchale de Retz, Thèse de doctorat : Histoire : Saint-Étienne : 1996, 341 p. https://www.sudoc.fr/043833195.
- Margarete Zimmermann, « Écho(s) de la guerre et de la paix dans L’Album de poésies de Catherine de Clermont, maréchale de Retz », dans Claude La Charité, Roxanne Roy, Femmes, rhétorique et éloquence sous l’Ancien Régime, Saint-Étienne, Publications de l'Université de Saint-Étienne, coll. « L’École du genre », 2012 (ISBN 978-2-86272-608-3, lire en ligne), p. 279-290.
- Margarete Zimmermann, « Le « salon » de Claude-Catherine de Clermont, maréchale de Retz, et la Querelle des femmes du XVIe siècle », dans Armel Dubois-Nayt, Nicole Dufournaud, Anne Paupert, Revisiter la « querelle des femmes ». Discours sur l’égalité/inégalité des sexes, de 1400 à 1600, Saint-Étienne, Publications de l'Université de Saint-Étienne, coll. « L’École du genre », 2013 (ISBN 978-2-86272-643-4, lire en ligne), p. 199-212.
- Amis du Château de Dampierre sur Boutonne, Moi, Claude-Catherine, duchesse de Retz, 2022 ? https://www.chateaudampierre.fr/